# El Cruce (Argentina)
El Cruce o El Empalme es una localidad del departamento San Antonio, en la provincia de Río Negro, Argentina. Aunque se halla a varios kilómetros al norte del área poblacional de San Antonio Oeste; se constituye como un barrio de este al formar parte de su ejido municipal. Su economía gira en torno al turismo y actividades de servicios de cargas de hidrocarburos.
Es una de las 6 localidades que integran el extenso ejido municipal de San Antonio Oeste. El tratamiento de localidad se debe a la distancia de varios kilómetros que vuelven a El Cruce un punto poblacional aislado como para ser considerados un mero barrio sanantoniense.

## Toponimia
Su nombre se debe al área que la población ocupa en torno a los cruces del ruta Nacional 3 con ruta Nacional 251 y el otro cruce contiguo de la ruta 215 con ruta Provincial 2. Esta denominación es popular a nivel local en el municipio de San Antonio. Sin embargo, a nivel nacional distintos organismos relevaron a la localidad como El Empalme o Estación Empalme.

## Datos
El vasto municipio de San Antonio Oeste fue fijado por la Ley 900 el 14 de diciembre de 1973. Esta ley le otorgó  jurisdicción para el aprovechamiento integral de la Bahía San Antonio, desde una línea imaginaria que une el extremo Este de Punta Delgada y el extremo Oeste de la Península Villarino. Esta singular configuración de tamaño posibilita que dentro de su ejido municipal sanantoniese se ubiquen localidades de diversos tamaños que incluyen una ciudad (San Antonio Oeste), una villas (Las Grutas), un pueblo porteño (San Antonio Este), un pequeño poblado (Saco Viejo), un barrio alejado (El Cruce), un complejo industrial en Punta Delgado (Alcalis de la Patagonia) y el paraje Los Álamos.La extensa lista de localidades incluidas en el municipio es también reconocida por el gobierno nacional y sus políticas públicas deben ser planeadas en conjunto como un solo municipio a pesar de no tener unidad territorial.
La localidad fue planificada para abastecer a los automovilistas y camioneros que circulan por las cuatro arterias viales que se hallan en 2 cruces notables. Para aprovechar este punto estratégico se instalaron dos grandes empresas de servicios de ventas de hidrocarburos como Shell e YPF y una diversa cantidad alojamientos turísticos.
El asentamiento es un punto estratégico para controlar la salida y entrada población de San Antonio y Las Grutas. Esto se demostró con medidas restrictivas efectuadas durante la cuarentana en medio de la pandemia de coronavirus. Además, es un punto estratégico para realizar controles de tránsito y policiales con presencia de la Agencia Provincial de Seguridad Vial y de la Policía Caminera.

## Demografía
La localidad solo registró población para el censo 2010 con 81 habitantes, de los cuales 47 fueron hombres y 34 mujeres.Al momento del relevo, fue llamada El Empalme y no se conocen detalles de su evolución previa y posterior. 
Solo teniendo en cuenta a la población en viviendas particulares, es decir, excluyendo la población institucional y las personas sin hogar se calculó en 81 personas de forma aproximadamente para 2022.